# Relações entre Alemanha e França
As relações entre Alemanha e França são as relações diplomáticas estabelecidas entre a República Federal da Alemanha e a República Francesa. Ambos são vizinhos, com uma extensão de 451 km na fronteira entre os dois países.